# Мюррей, Джоэль
Джо́эль Мю́ррей (англ. Joel Murray, носителями английского языка произносится Ма́рри; род. 17 апреля 1963, Уилметт, Иллинойс) — американский актёр кино и телевидения, изредка выступает как режиссёр, сценарист и продюсер.

## Биография
Джоэль Мюррей родился 17 апреля 1963 года в деревне Уилметт, штат Иллинойс, в семье Люсиль Дойл (в девичестве — Коллинс) и Эдварда Джозефа Мюррея-второго (1921–1967), торговца древесиной. Его родители были ирландскими католиками, у Джоэля было семь братьев и сестра, трое из братьев также стали актёрами.
Учился в высшей школе Loyola Academy, карьеру начал в Чикаго, где брал уроки актёрского мастерства у известного актёра и педагога Дела Клоуза, выступал в импровизационных iO Theater, Improv Institute и The Second City. Впервые на широком экране появился в 1986 году в фильме «Одно безумное лето» сразу в главной роли, в следующем году дебютировал на телевидении в ленте «Долгий путь». В итоге к 2013 году Джоэль Мюррей сыграл примерно в 60 фильмах и сериалах, озвучил одну видеоигру. В 2000-х годах несколько раз пробовал себя как режиссёра, сценариста и продюсера.

## Личная жизнь
Брат актёров Билла Мюррея, Джона Мюррея и Брайана Дойл-Мюррея.
Жена (с 1989 года) — Элиза Койл, четверо детей: Хэнк, Гас, Луи и Энни.

## Избранная фильмография

### Широкий экран
- 1986 — Одно безумное лето / One Crazy Summer — Джордж Каламари
- 1988 — Новая рождественская сказка / Scrooged — гость[4]
- 1991 — Клоун Шейкс / Shakes the Clown — молочник
- 1992 — Только ты / Only You — Берт
- 1996 — Кабельщик / The Cable Guy — баскетболист
- 2006 — Топор /  Hatchet — Даг Шапиро
- 2009 — Ушедшее время / Awaydays — Rugger Bugger
- 2010 — Топор 2 / Hatchet II — Даг Шапиро (в титрах не указан)
- 2011 — Артист / The Artist — полицейский-пожарный
- 2011 — Боже, благослови Америку / God Bless America — Фрэнк
- 2012 — Фортуна Вегаса / Lay the Favorite — Даррен
- 2015 — Кровососущие подонки[англ.] / Bloodsucking Bastards — Тед
- 2016 — Софи и восходящее солнце[англ.] / Sophie and the Rising Sun — шериф Купер
- 2016 — Мистер Свин[англ.] / Mr. Pig — Гринго

### Телевидение
- 1987 — Долгий путь[англ.] / Long Gone — Барт Полански
- 1990 — Гранд[англ.] / Grand — Норрис Уэлдон (в 26 эпизодах)
- 1992—1995 — Любовь и война[англ.] / Love & War — Рэй Литвак (в 67 эпизодах)
- 1997—2002 — Дарма и Грег / Dharma & Greg — Пит Кавано (в 119 эпизодах)
- 2003—2006 — Непослушные родители[англ.] / Still Standing — Дэнни Фитцсиммонс (в 24 эпизодах)
- 2007—2008, 2010, 2012, 2014 — Безумцы / Mad Men — Фред Рамсен (в 15 эпизодах)
- 2007, 2009, 2011—2013 — Два с половиной человека / Two and a Half Men — разные роли (в 5 эпизодах)
- 2010 — Мои мальчики[англ.] / My Boys — Краули (в 2 эпизодах)
- 2011 — Бесстыдники / Shameless — Эдди Джексон (в 9 эпизодах)
- 2016 — Убийство Рейгана[англ.] / Killing Reagan — Эдвин Миз
- 2017 — Мозгоправ[англ.] / Shrink — Ролли (в 7 эпизодах)
- 2019 — Ложа 49[англ.] / Lodge 49 — Дуг Файф (в эпизоде The Slide)

### Озвучивание мультфильмов и видеоигр
- 1994 — Бетховен / Beethoven — Бетховен, сенбернар (в 13 эпизодах)
- 1994, 1996 — ААА! Настоящие монстры / Aaahh!!! Real Monsters — разные роли (в 2 эпизодах)
- 2009 — Видеоигра Охотники за привидениями / Ghostbusters — второстепенные персонажи
- 2013 — Университет монстров / Monsters University — Дон Карлтон

### Режиссёр
- 2001—2002 — Дарма и Грег / Dharma & Greg (5 эпизодов)
- 2005—2006 — Непослушные родители[англ.] / Still Standing (3 эпизода)
- 2008 — Теория Большого взрыва / The Big Bang Theory (1 эпизод)